# Прибалтика в составе СССР

Территориальные изменения стран Балтии в 1939—1945 годах

Страны Балтии впервые вошли в состав СССР в 1940 году, став советскими социалистическими республиками — Эстонcкой ССР, Латвийской ССР и Литовской ССР, что также называют советской оккупацией. В начале Великой Отечественной войны данная территория была оккупирована нацистской Германией. В 1944 году на территории стран Балтии была повторно установлена советская власть, которая сохранялась вплоть до парада суверенитетов в 1988—1989 годах и окончательного закрепления независимости в 1991 году.

## Советизация

### Сопротивление и депортации

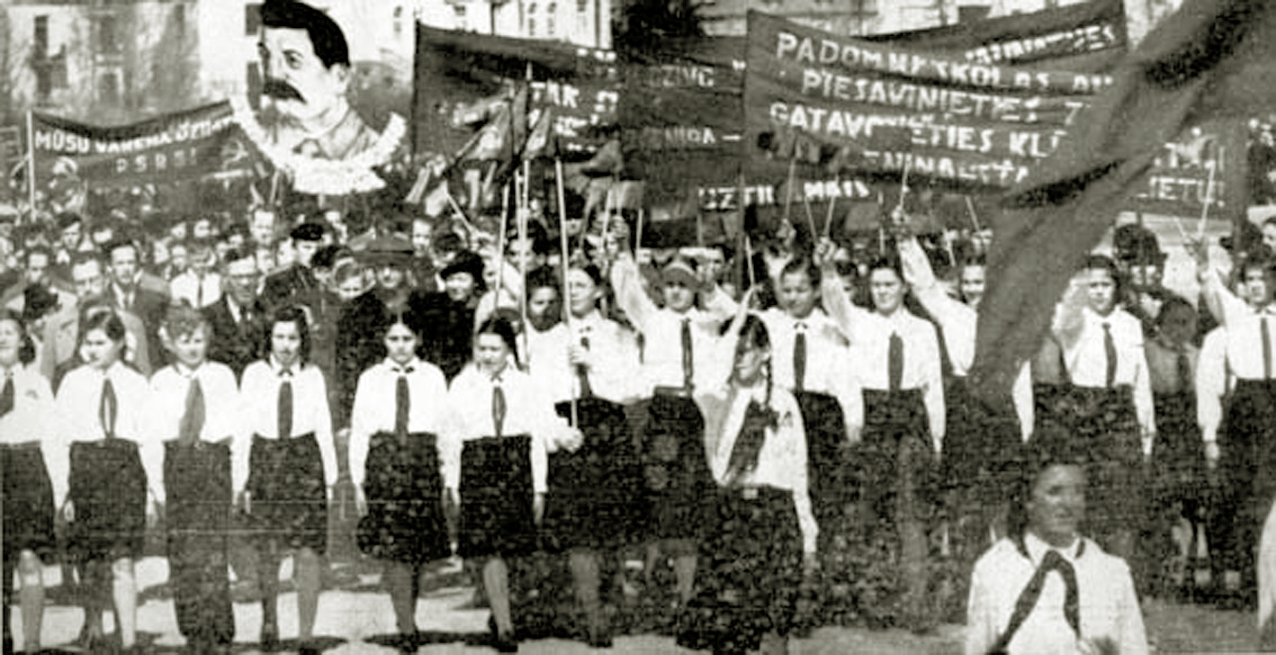
Рига в мае 1941 года

В период с 1940 по 1987 год Советский Союз осуществлял процесс советизации, направленный на ослабление национальной идентичности прибалтийских народов. Важным фактором в этом сыграла крупномасштабная индустриализация, а затем атаки на культуру, религию и свободу слова. Советская власть ликвидировала оппозицию и преобразовала экономику. Она использовала массовые депортации для ликвидации сопротивления коллективизации и устранения поддержки национальных партизан («лесных братьев»). Прибалтийские партизаны несколько лет сопротивлялись советской власти вооружённой борьбой. «Лесные братья» пользовались материальной поддержкой среди местного населения. Советские власти уже проводили депортации в 1940—1941 годах (например, июльская депортация), но депортации в 1944—1952 годах были намного масштабнее. В марте 1949 года советские власти организовали массовую депортацию 90 000 прибалтийских граждан, которых они называли «врагами народа», в дальние районы Советского Союза.
Общее число депортированных в период с 1944 по 1955 год оценивается в 124 000 человек в Эстонии, 60 000 — в Латвии и 131 600 — в Литве. Депортированным разрешили вернуться после доклада «О культе личности и его последствиях» Никиты Хрущёва в 1956 году, однако к этому времени многие депортированные в Сибирь умерли из-за тяжёлых условий. Большое количество жителей прибалтийских стран бежало на запад до прихода советских войск в 1944 году. После войны советская власть слегка изменило границы прибалтийских республик. Литва получила области Вильнюс и Клайпеда, Эстония уступила РСФСР Печорский район, а Латвия уступила РСФСР Пыталовский район. Эстония потеряла 5 процентов, а Латвия — 2 процента своей довоенной территории.

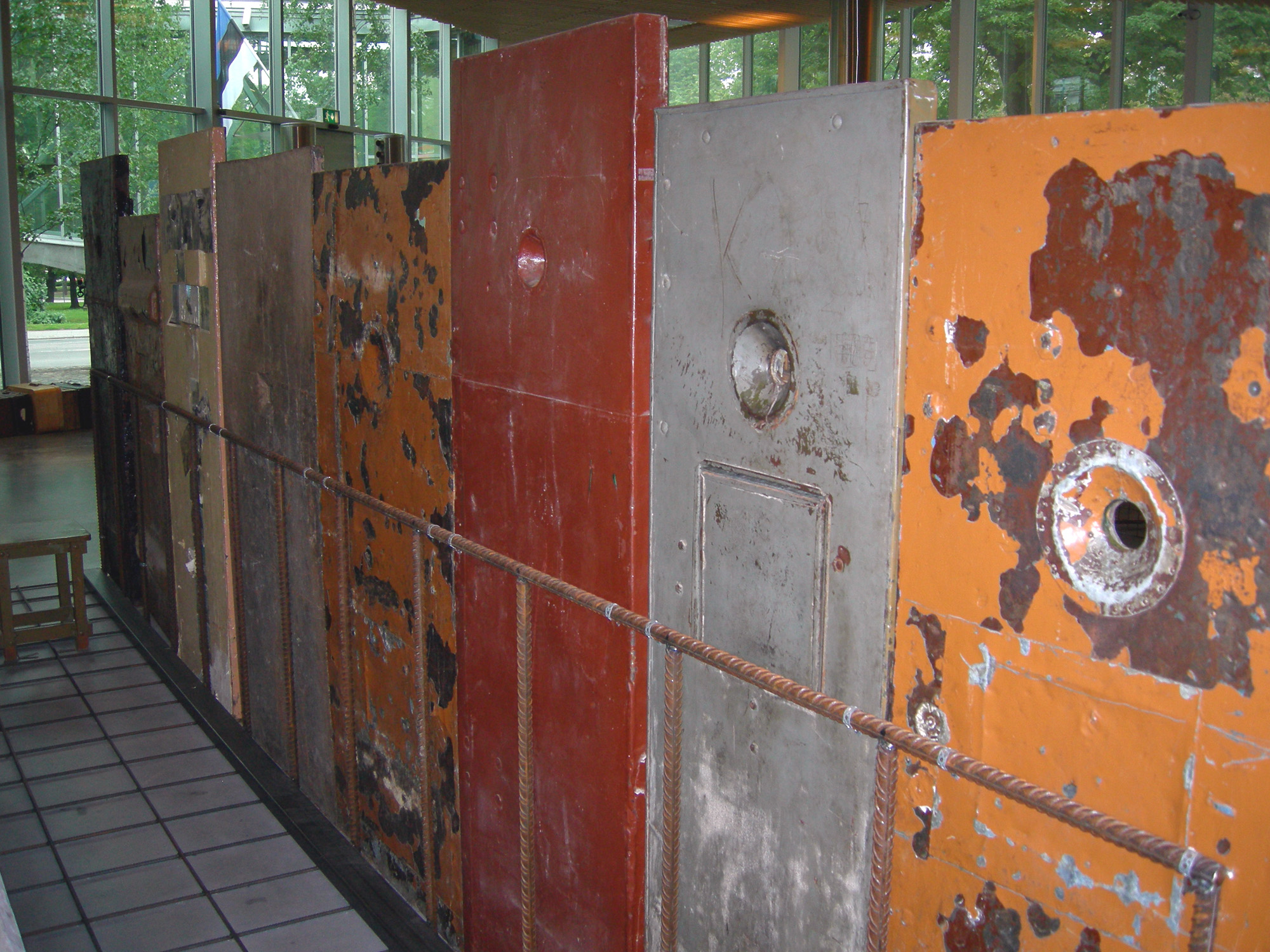
Советские тюремные двери в Музее оккупаций в Таллине, Эстония

### Индустриализация и иммиграция

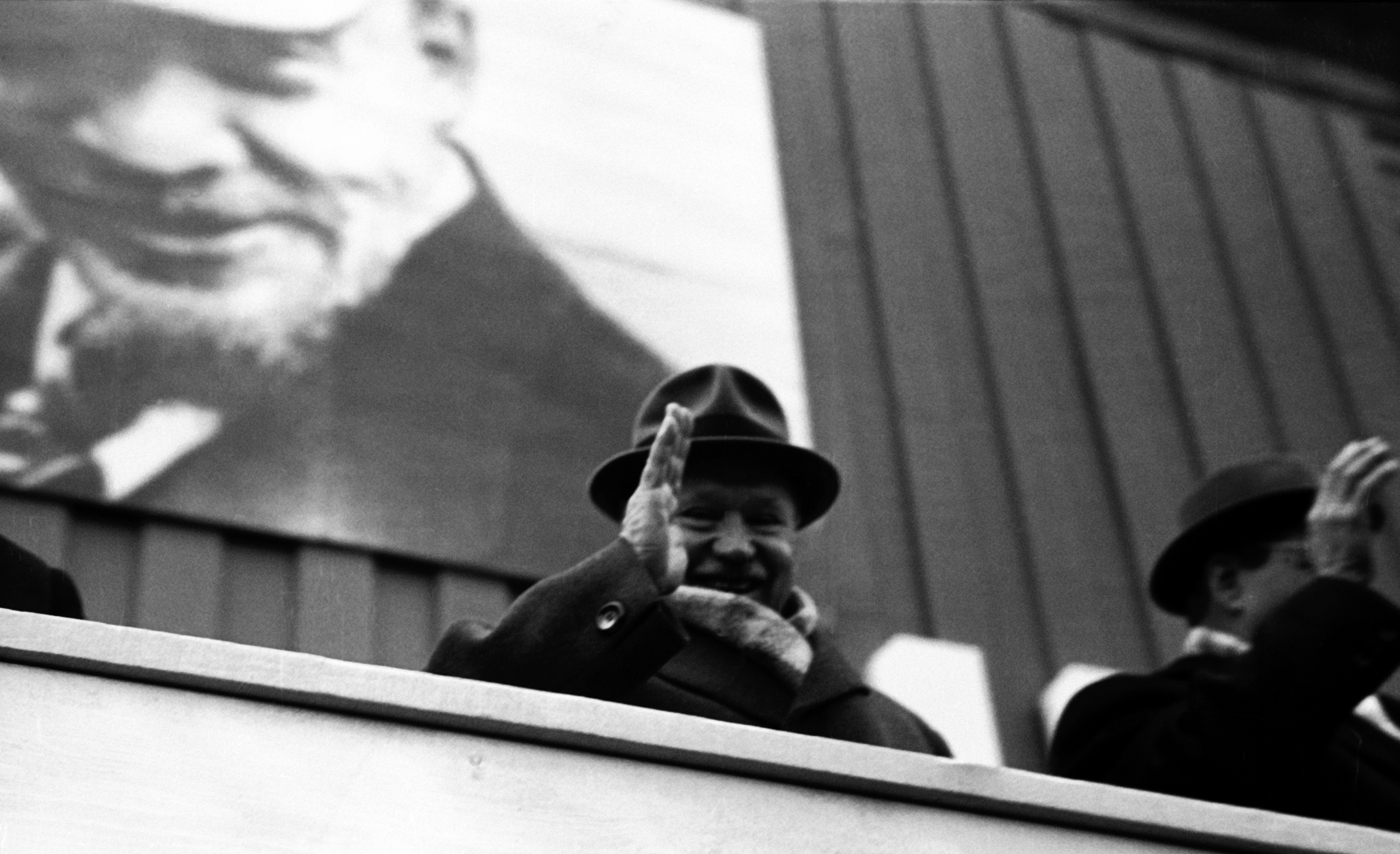
Антанас Снечкус, первый секретарь ЦК КП Литовской ССР с 1940 по 1974 год

Советская власть делала крупные капиталовложения в энергетические ресурсы и производство промышленной и сельскохозяйственной продукции. Цель состояла в интеграции прибалтийской экономики в более широкую советскую экономическую сферу. Промышленные планы и транспортная инфраструктура были развиты по советским стандартам. Во всех трех республиках обрабатывающая промышленность развивалась за счет других отраслей, в частности сельского хозяйства и жилищно-коммунального хозяйства. Сельское хозяйство страдало от коллективизации и недостатка капиталовложений. Прибалтийские городские районы пострадали во время войны, и потребовалось десять лет, чтобы восполнить потери в жилищном фонде. В Эстонии и Латвии произошла крупномасштабная миграция промышленных рабочих из других частей Советского Союза, что резко изменило демографию. Литва также принимала иммигрантов, но в меньшей степени. До войны этнические эстонцы составляли 88 % населения, но в 1970 году этот показатель снизился до 60 %. Этнические латыши составляли 75 %, но в 1970 году этот показатель снизился до 56,8 %, и ещё ниже, до 52 %, к 1989 году. В отличие от этого, в Литве падение составило всего 4 %.
Балтийские коммунисты поддерживали и участвовали в Октябрьской революции 1917 года в России. Однако многие из них погибли во время Большого террора 1937—1938 годов. Новые режимы 1944 года были установлены местными коммунистами, воевавшими в Красной Армии. Однако советская власть также ввозила этнических русских для заполнения политических, административных и управленческих постов. Например, на важном посту второго секретаря местной коммунистической партии почти всегда был этнический русский или представитель другой славянской национальности.

## Повседневная жизнь

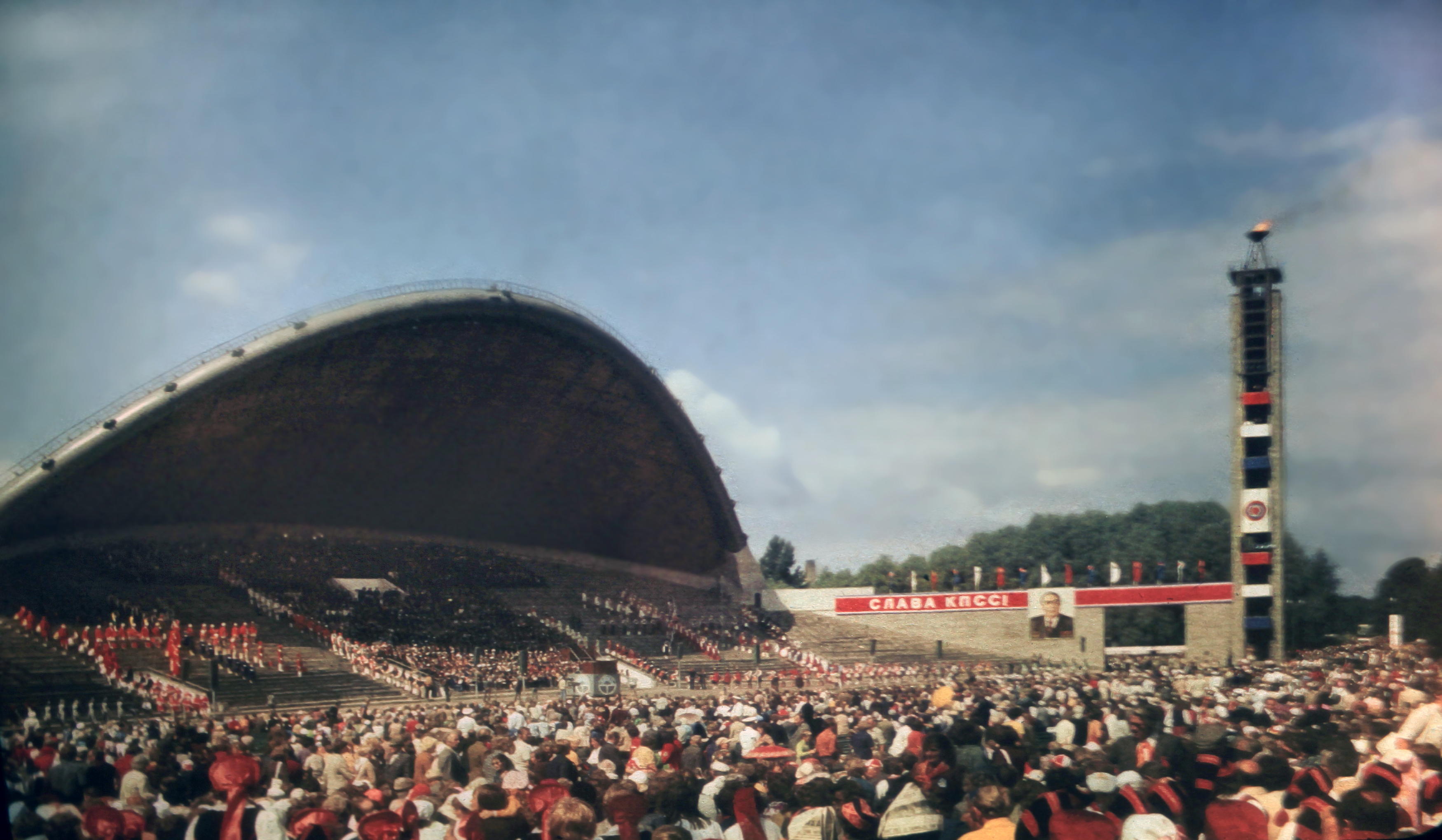
Эстонский праздник песни в 1980 году

Между концом 1940-х и серединой 1980-х годов прибалтийские республики были в значительной степени изолированы от внешнего мира. Советы были чувствительны к Балтийскому региону не только из-за беспокойства о его лояльности, но и из-за ряда военных объектов, расположенных там из-за его близости к нескольким скандинавским государствам, не входящим в Восточный блок, включая центры наблюдения и базу подводных лодок. В конце 1960-х годов советские демократические движения нашли поддержку среди прибалтийской интеллигенции. Советский Союз подписал Хельсинкские соглашения, и в следующем году в Литве была создана мониторинговая группа, которая выпускала диссидентские публикации в 1970-х и 1980-х годах. Национализм и религия вдохновляли людей на мелкие демонстрации и подпольную деятельность. В 1982 году Европейский парламент принял резолюцию в поддержку стремления балтийских стран к независимости.
Советский Союз сохранял этническое многообразие, но, с другой стороны, прилагал усилия к установлению единообразия. Новая волна русификации системы образования началась в конце 1970-х годов в попытке создать советскую национальную идентичность. Образование прибалтийских детей велось на их родных языках, но русский язык был обязательным как отдельный школьный предмет. Кроме того, советская власть ограничивала свободу самовыражения в литературе и изобразительном искусстве. Песенные фестивали оставались средством национального самовыражения. Тем не менее интеллектуальная жизнь и научные исследования развивались по советским стандартам.
Однако после 1975 года нарастали проблемы с дефицитом потребительских и продовольственных товаров, социальные проблемы, неконтролируемая иммиграция и ущерб окружающей среде. К 1980-м годам возникла социальная и политическая напряжённость как внутри прибалтийских республик, так и между ними и Москвой.

## Путь к независимости

### Советские реформы

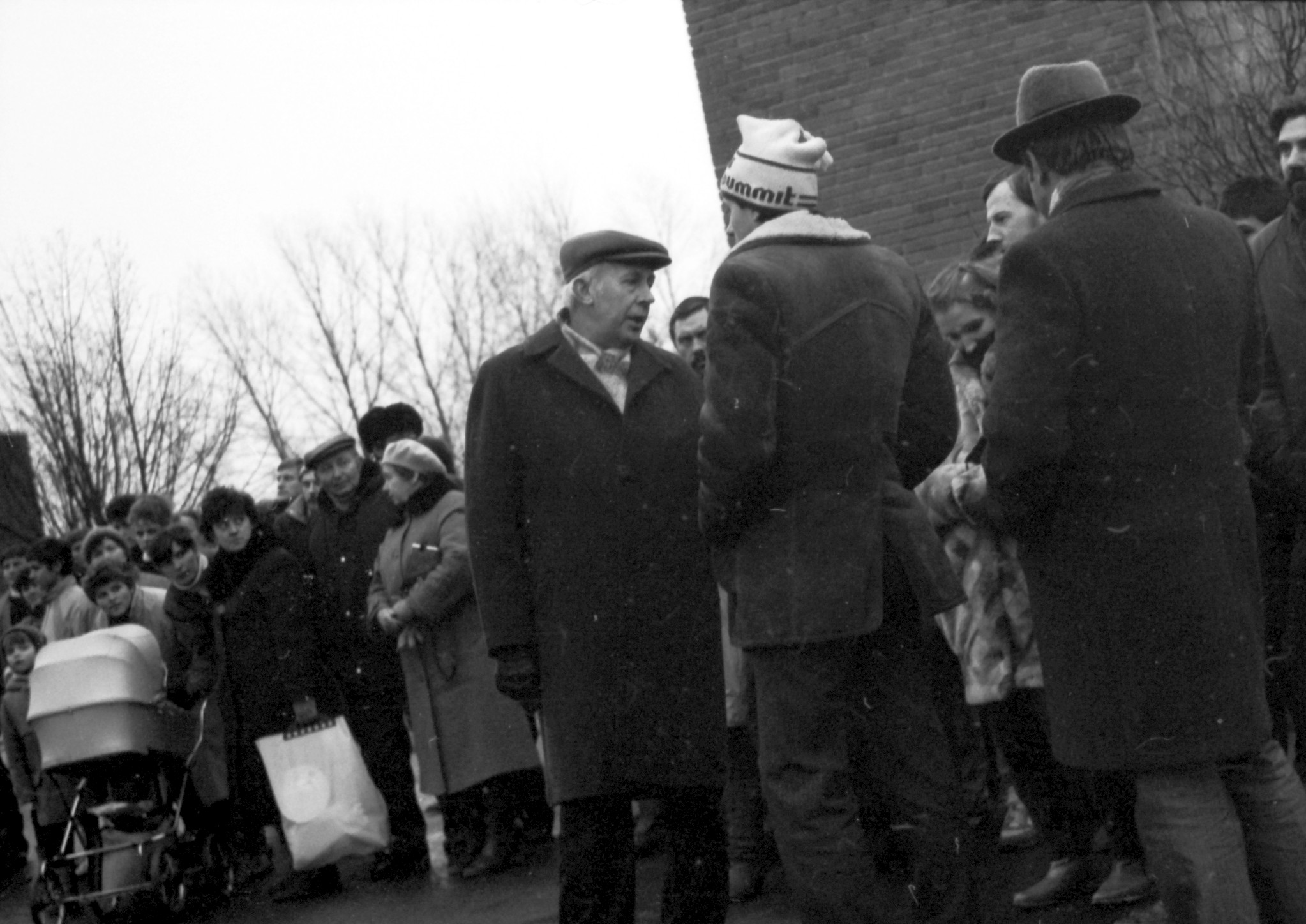
Глава КГБ Литвы Эдуардас Эйсмунтас (по центру в кепке) спорит с литовскими протестующими, январь 1990 года

Эпоха застоя привела к кризису советской системы и реформы не могли долго откладываться. Новый советский лидер Михаил Горбачёв пришел к власти в 1985 году и начал политику гласности и перестройку. Гласность высвободила давние чувства национализма в прибалтийских республиках, из-за чего произошла Поющая революция. Первые крупные демонстрации против системы прошли в Риге в ноябре 1986 года и весной следующего года в Таллине. Небольшие успешные протесты воодушевили ключевых лиц и к концу 1988 года реформистское крыло заняло решающие позиции в прибалтийских республиках.
В то же время коалиции реформистов и популистских сил собирались в Народные фронты. Они сосредоточились в основном на призывах к автономии, а не на независимости. Верховный Совет Эстонской Советской Социалистической Республики в январе 1989 года вновь сделал эстонский язык государственным, а вскоре после этого аналогичные законы были приняты в Латвии и Литве. Затем прибалтийские республики провозгласили свой суверенитет: в ноябре 1988 года в Эстонии, в мае 1989 года в Литве и в июле 1989 года в Латвии. Верховный Совет Эстонии оставил за собой право вето на законы Верховного Совета Советского Союза. Верховный Совет Литвы даже сослался на независимое прошлое Литвы и её незаконное присоединение к Советскому Союзу в 1940 году. Верховный Совет Латвийской ССР был более умеренным. Президиум Верховного Совета Советского Союза осудил эстонское законодательство как неконституционное.
Первые выборы в Верховный Совет состоялись в марте 1989 года. По-прежнему существовала только одна легальная коммунистическая партия, но наличие множественного выбора кандидатов побуждало народные фронты и другие группы распространять свои собственные предвыборные идеи. Коммунистическая партия во всех трех прибалтийских республиках была разделена по националистическим линиям, и политические лидеры всё больше реагировали на политические запросы населения, а не на партию. Самая крупная демонстрация прошла в августе 1989 года на Балтийском пути, где люди протестовали по случаю пятидесятой годовщины пакта Молотова — Риббентропа. Однако к 1990 году уже не было призывов к политической независимости, а были требования экономической независимости от Москвы.

### Восстановление независимости
В феврале 1990 года выборы в Верховный Совет ЛитССР привели к тому, что националисты, поддерживаемые Саюдисом, получили большинство в две трети голосов. 11 марта 1990 года Верховный Совет Литвы провозгласил независимость Литвы. В результате 17 апреля советские войска ввели блокаду. Латвия и Эстония с большим русским меньшинством отставали в этом процессе от Литвы. В то же время Народные фронты усиливали давление в Латвии и Эстонии, поскольку движение «Гражданский комитет» готовилось к выборам, которые должны были состояться во время или почти во время выборов в Верховный Совет. Они небезосновательно считали, что независимость не может быть восстановлена законным путем при помощи советских органов власти. Кандидаты, выступающие за независимость, получили подавляющее большинство голосов на выборах в Верховный Совет в марте 1990 года. 30 марта 1990 года Верховный Совет Эстонии провозгласил независимость. В частности, она объявила аннексию 1940 года незаконной и начала переход к независимой Эстонской Республике. 4 мая 1990 года Верховный Совет Латвии сделал аналогичное заявление.
12 мая 1990 года лидеры прибалтийских республик подписали совместную декларацию, известную как Балтийская антанта. К середине июня Советы начали переговоры с прибалтийскими республиками при условии, что они согласятся заморозить свои декларации о независимости. У Советов была более серьёзная проблема в другом месте, в форме РСФСР, провозгласившей суверенитет в июне. Одновременно прибалтийские республики также начали вести прямые переговоры с РСФСР. Осенью 1990 года была установлена таможенная граница между Прибалтийскими государствами, РСФСР и Белоруссией. После провала переговоров СССР предпринял попытку выйти из тупика и в январе 1991 года направил войска в Литву и Латвию. Попытки провалились, десятки мирных жителей были убиты, и советские войска решили отступить. В августе 1991 года жестко настроенные члены советского правительства попытались взять под контроль Советский Союз. Через день после переворота, 21 августа, эстонцы провозгласили независимость. Вскоре после этого советские десантники захватили Таллиннскую телебашню. Аналогичное заявление в тот же день сделал и латвийский парламент. 28 августа Европейское сообщество приветствовало восстановление суверенитета и независимости балтийских государств. Советский Союз признал независимость Прибалтики 6 сентября 1991 года. Российская Федерация прекратила свое военное присутствие в Эстонии после того, как она 26 сентября 1995 года отказалась от контроля над ядерными объектами в Балтийском, и в Латвии — после того, как 31 августа 1998 года Скрунда-1 приостановила свою деятельность и впоследствии была демонтирована. Последний российский солдат покинул Скрунду-1 в октябре 1999 года, тем самым положив символический конец российскому военному присутствию на территории прибалтийских стран.